# Anaplastische Lymphomkinase
Die Anaplastische Lymphomkinase (ALK, CD246, NBLST3, englisch: anaplastic lymphoma kinase) ist eine Rezeptor-Tyrosinkinase aus der Insulinrezeptor-Superfamilie in Tieren und ein Protoonkogen.

## Eigenschaften
ALK ist eine neuronale Rezeptor-Tyrosinkinase, die in bestimmten Regionen des zentralen und peripheren Nervensystems essentiell und transient exprimiert wird und eine wichtige Rolle bei der Ausbildung und Differenzierung des Nervensystems spielt. Sie leitet Signale von Liganden an der Zelloberfläche durch spezifische Aktivierung des Mitogen-aktivierten Proteinkinase-Weges (MAP-Kinase-Weg) um. ALK phosphoryliert fast ausschließlich am ersten Tyrosin des Y-x-x-x-x-Y-Y-Motivs. Nach Aktivierung durch einen Liganden induziert ALK die Tyrosinphosphorylierung von CBL, FRS2, IRS1 und SHC1 sowie der MAP-Kinasen MAPK1/ERK2 und MAPK3/ERK1. Sie wirkt als Rezeptor für die Liganden Pleiotropin (PTN), ein sezernierter Wachstumsfaktor, und Midkine (MDK), ein PTN-verwandter Faktor, und ist somit an der PTN- und MDK-Signaltransduktion beteiligt. Die PTN-Bindung induziert die Aktivierung des MAPK-Signalwegs, der für die antiapoptotische Signalübertragung von PTN und die Regulierung der Zellproliferation wichtig ist. Die MDK-Bindung induziert die Phosphorylierung des ALK-Zielinsulinrezeptorsubstrats (IRS1), aktiviert mitogen-aktivierte Proteinkinasen (MAPKs) und PI3-Kinase, was ebenfalls zur Induktion der Zellproliferation führt. ALK treibt die NF-kappa-B-Aktivierung an, wahrscheinlich durch IRS1 und die Aktivierung der AKT-Serin/Threonin-Kinase. Die Rekrutierung von IRS1 zu aktivierter ALK und die Aktivierung von NF-kappa-B sind wesentlich für das autokrine Wachstum und die Überlebenssignaltransduktion von MDK. ALK umfasst eine extrazelluläre Domäne, einen hydrophoben Abschnitt, der einer Transmembranregion mit einem einzigen Durchgang entspricht, und eine intrazelluläre Kinasedomäne. Die Tyrosinkinasedomäne der ALK ist homolog zum Insulinrezeptor, wohingegen die extrazelluläre Domäne unter den Rezeptortyrosinkinasen einzigartig ist und zwei MAM-Proteindomänen (benannt nach Meprin, A5-Protein und Tyrosinphosphatase Mu), eine LDLa-Proteindomäne und eine Glycin-reiche Domäne enthält. Über die gesamte Länge ist ALK der Leukocyte Receptor Tyrosine Kinase (LTK) am nächsten verwandt. CH5424802 ist ein selektiver Hemmstoff der ALK.
Die anaplastische Lymphomkinase wurde in verschiedenen Tierarten beschrieben, darunter in Drosophila melanogaster (als dAlk, 2001), in Caenorhabditis elegans (als scd-2, 2004) und in Danio rerio (als DrAlk, 2013).

## Pathobiochemie
ALK ist in einer Reihe von Tumoren, darunter anaplastische großzellige Lymphome, Neuroblastome und nicht-kleinzelliger Lungenkrebs neu angeordnet, mutiert oder verstärkt. Die chromosomalen Rearrangements sind die häufigsten genetischen Veränderungen im ALK-Gen, die bei der Tumorentstehung zur Bildung von multiplen Fusionsgenen führen, darunter ALK (Chromosom 2)/EML4 (Chromosom 2), ALK/RANBP2 (Chromosom 2), ALK/ATIC (Chromosom 2), ALK/TFG (Chromosom 3), ALK/NPM1 (Chromosom 5), ALK/SQSTM1 (Chromosom 5), ALK/KIF5B (Chromosom 10), ALK/CLTC (Chromosom 17), ALK/TPM4 (Chromosom 19) und ALK/MSN (Chromosom X).
ALK wird im Zusammenhang mit Übergewicht untersucht, da ein Gen-Knockout der ALK in Mäusen zu erniedrigten Triglyceriden, dafür aber zu mehr freien Fettsäuren und Glycerol im Blut führen und diese Mäuse resistent gegen nahrungsinduzierte Fettleibigkeit werden.

## Geschichte
Die anaplastische Lymphomkinase wurde erstmals 1994 in anaplastisch-großzelligen Lymphomen als Teil des Fusionsproteins ALK/NPM1 beschrieben. Die unmutierte ALK wurde erstmals 1997 beschrieben.